# Cidades mais habitáveis do mundo
As Cidades Mais Habitáveis do Mundo é um nome informal dado a qualquer lista de cidades classificadas de acordo com um inquérito anual respeitável sobre condições de vida. Dois exemplos são a Mercer Quality of Living Survey e The Economist's World's Most Livable Cities (usando também dados da Mercer). A lista não inclui necessariamente fatores como entretenimento.

## Rankings

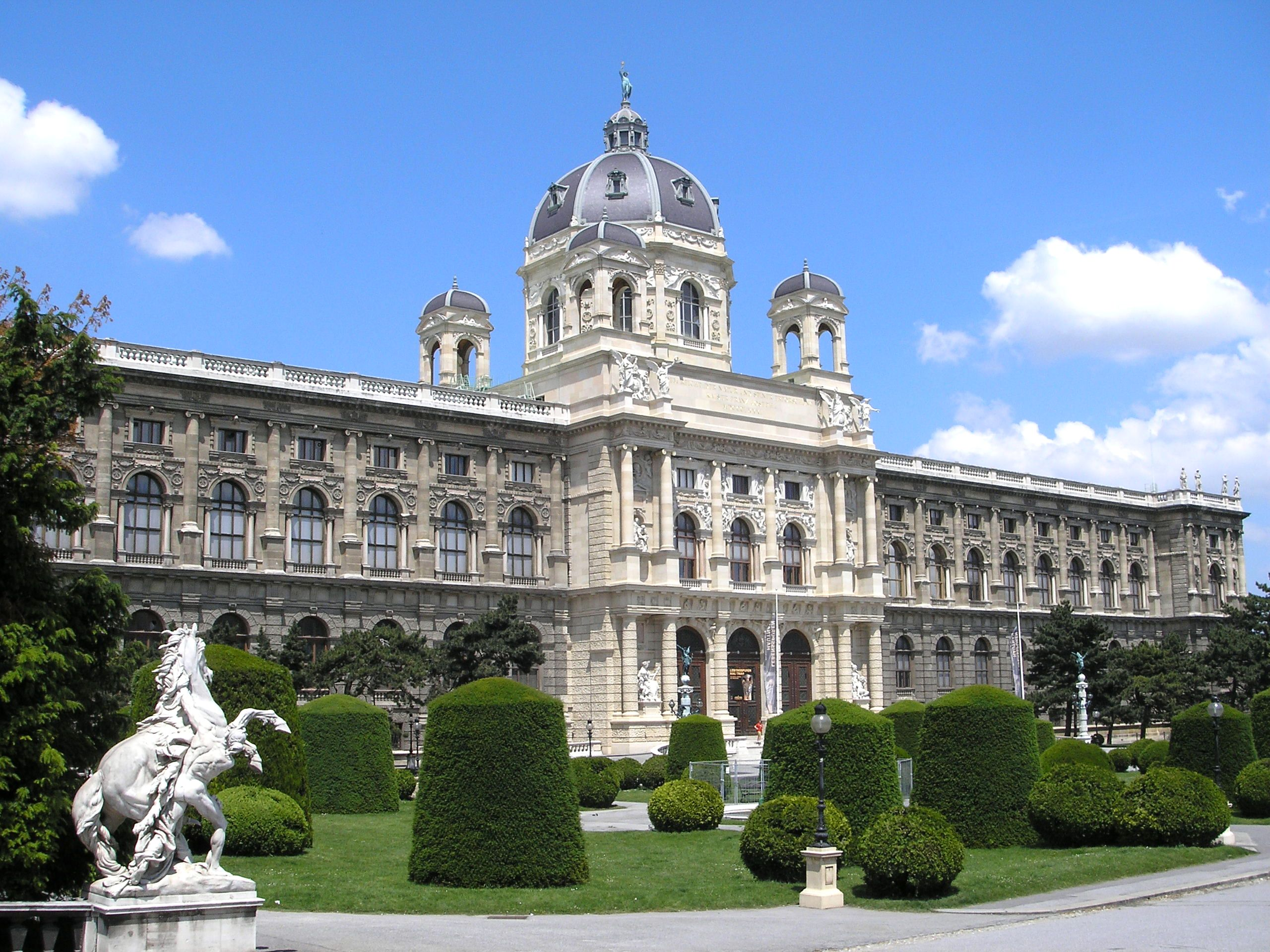
Viena, Áustria

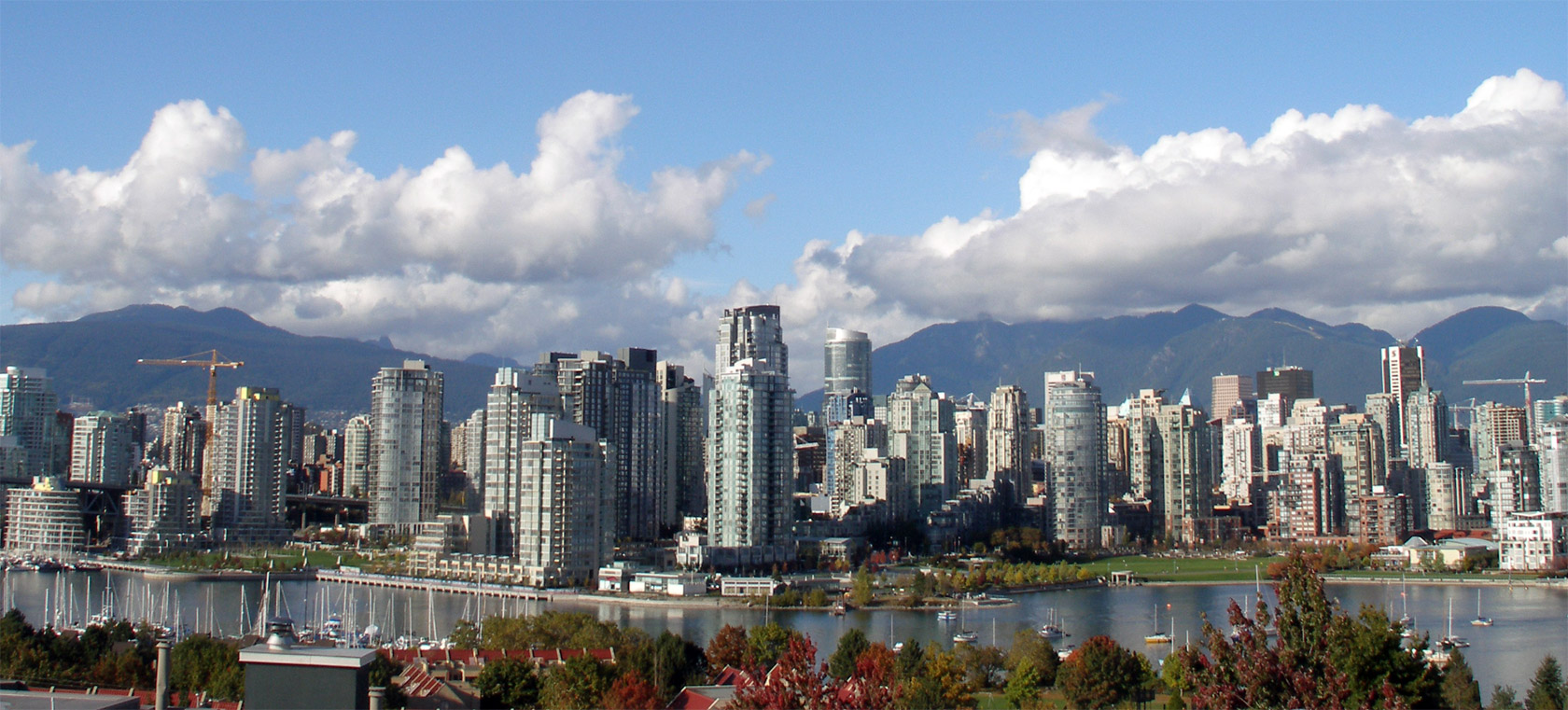
Vancouver, Canadá

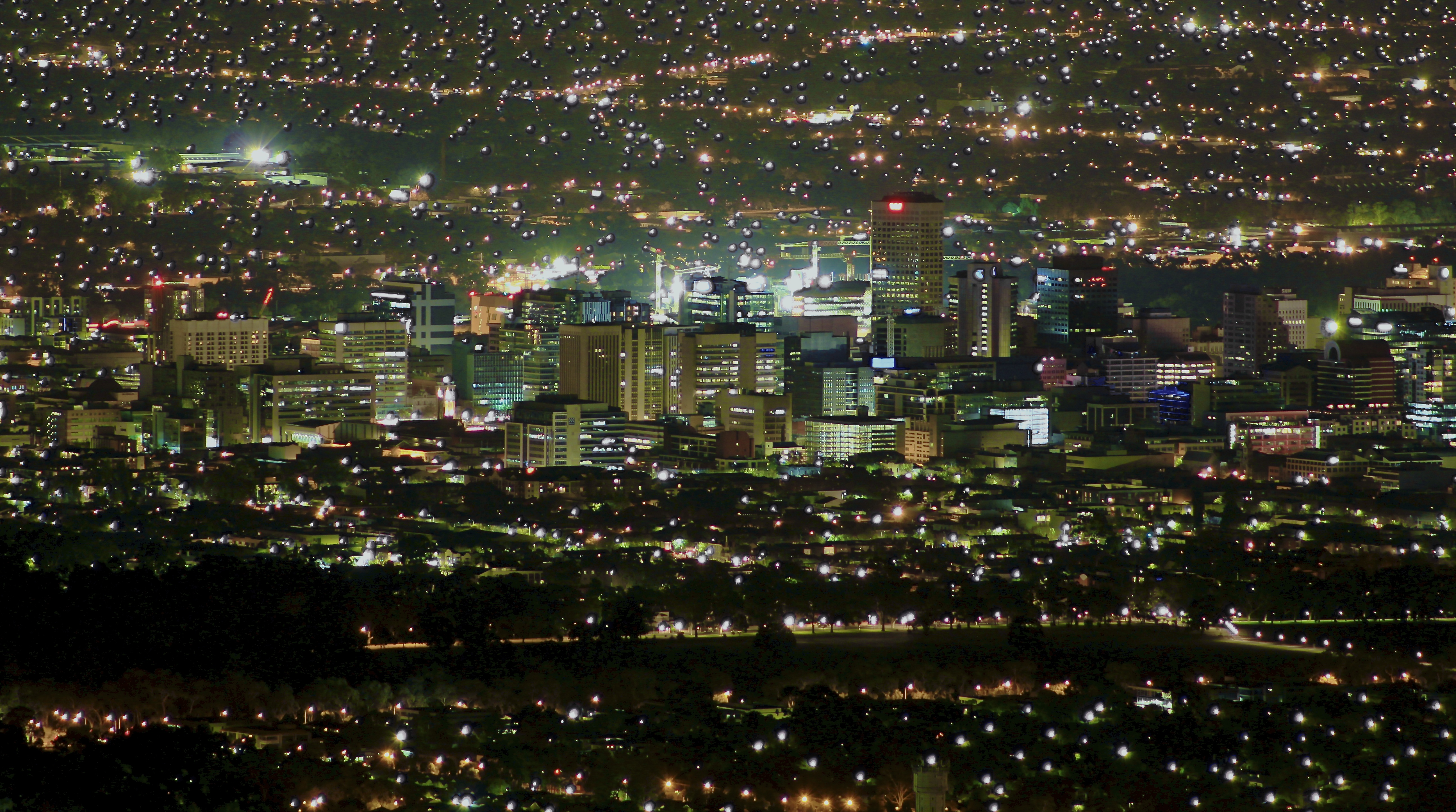
Adelaide (Austrália)

| Tabelas das Cidades Mais Habitáveis do Mundo | Tabelas das Cidades Mais Habitáveis do Mundo | Tabelas das Cidades Mais Habitáveis do Mundo | Tabelas das Cidades Mais Habitáveis do Mundo |
| -------------------------------------------- | -------------------------------------------- | -------------------------------------------- | -------------------------------------------- |
|                                              | Cidade                                       | País                                         | Pontuação                                    |
| 1                                            | Viena                                        | Áustria                                      | 108.6                                        |
| 2                                            | Zurique                                      | Suíça                                        | 108                                          |
| 3                                            | Genebra                                      | Suíça                                        | 107.9                                        |
| 4                                            | Vancouver                                    | Canadá                                       | 107.4                                        |
| 4                                            | Auckland                                     | Nova Zelândia                                | 107.4                                        |
| 6                                            | Düsseldorf                                   | Alemanha                                     | 107.2                                        |
| 7                                            | Frankfurt                                    | Alemanha                                     | 107                                          |
| 7                                            | Munique                                      | Alemanha                                     | 107                                          |
| 9                                            | Berna                                        | Suíça                                        | 106.5                                        |
| 10                                           | Sydney                                       | Austrália                                    | 106.3                                        |

| The Economist's World's Most Livable Cities 2010 (Top 10) | The Economist's World's Most Livable Cities 2010 (Top 10) | The Economist's World's Most Livable Cities 2010 (Top 10) | The Economist's World's Most Livable Cities 2010 (Top 10) |
| --------------------------------------------------------- | --------------------------------------------------------- | --------------------------------------------------------- | --------------------------------------------------------- |
|                                                           | Cidade                                                    | País                                                      | Pontuação                                                 |
| 1                                                         | Vancouver                                                 | Canadá                                                    | 98.0                                                      |
| 2                                                         | Viena                                                     | Áustria                                                   | 97.9                                                      |
| 3                                                         | Melbourne                                                 | Austrália                                                 | 97.5                                                      |
| 4                                                         | Toronto                                                   | Canadá                                                    | 97.2                                                      |
| 5                                                         | Calgary                                                   | Canadá                                                    | 96.6                                                      |
| 6                                                         | Helsínquia                                                | Finlândia                                                 | 96.2                                                      |
| 7                                                         | Sydney                                                    | Austrália                                                 | 96.1                                                      |
| 8                                                         | Perth                                                     | Austrália                                                 | 95.9                                                      |
| 8                                                         | Adelaide                                                  | Austrália                                                 | 95.9                                                      |
| 10                                                        | Auckland                                                  | Nova Zelândia                                             | 95.7                                                      |